# Salaryman

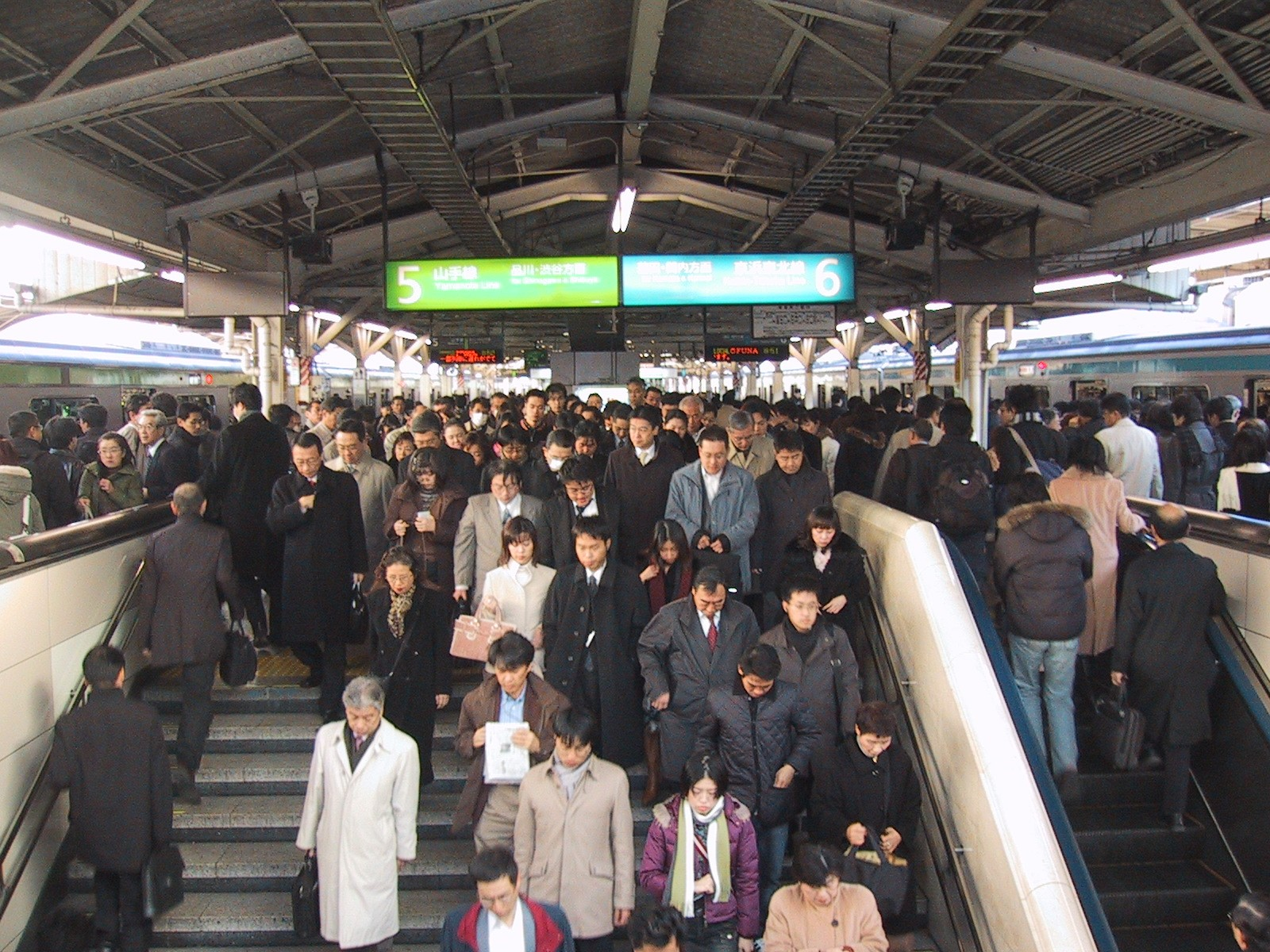
Người làm công ăn lương (salaryman) bắt chuyến tàu hàng ngày để đi làm ở khu vực đại đô thị Tokyo (ảnh chụp tại Ga Tokyo năm 2005)

Thuật ngữ salaryman (Nhật: サラリーマン Hepburn: sararīman), tức người làm công ăn lương, chỉ đến bất kỳ người lao động nào đi làm để được trả lương. Trong văn hóa đại chúng Nhật Bản, đây là hình tượng gắn liền với một nhân viên cổ cồn trắng luôn thể hiện sự trung thành và tận tụy trên hết đối với cơ quan mà anh ta đầu quân.
Salaryman được kỳ vọng sẽ làm việc nhiều giờ liền, nhằm đi vào guồng máy tăng ca, để tham gia vào các hoạt động thư giãn sau giờ làm như là ăn uống nhậu nhẹt, hát karaoke và ghé qua các hostess bar cùng đồng nghiệp, và còn để nâng giá trị công việc lên trên tất cả. Salaryman điển hình thường là gia nhập một công ty sau khi tốt nghiệp đại học và gắn bó với cơ quan trong suốt sự nghiệp của mình.
Những khái niệm phổ biến khác xoay quanh hình ảnh salaryman gồm có hiện tượng karōshi, tức làm việc đến chết hay còn gọi là chết vì làm việc quá sức. Trong nền văn hóa bảo thủ của Nhật thì việc trở thành một người làm công ăn lương chính là lựa chọn sự nghiệp đáng mong đợi dành cho các nam thanh niên trẻ tuổi, còn những ai không đi theo con đường công danh sự nghiệp này sẽ bị nhìn nhận là sống trong sự sỉ nhục và đánh mất thanh danh. Mặt khác, đôi khi cụm từ salaryman cũng được dùng với hàm ý xúc phạm chỉ đến sự lệ thuộc hoàn toàn của anh ta vào người chủ của mình và thiếu đi tính cá nhân.